# Luna negra (película de 2023)
Luna negra es una película mexicana de drama, dirigida por Tonatiuh García, producida por DMM Films y protagonizada por Jorge Antonio Guerrero, Eileen Yáñez, Raúl Briones, Leidi Gutiérrez, Juan Pablo de Santiago y Dalia Xiuhcóatl. La cinta tuvo su estreno el 5 de octubre de 2022 en Xalapa, Veracruz. La cinta está basada en el caso real de la Lucha de Jalcomulco, que relata las protestas y protección de ciudadanos por proteger el Río Antigua en Jalcomulco de la empresa brasileña Odebrecht.

## Sinopsis
La historia de tres hermanos surge entre sueños, ideales y frustraciones en el contexto de la rebelión de una comunidad por defender su río de una empresa constructora.

## Reparto
- Eileen Yáñez como Mercedes
- Raúl Briones como Miguel
- Jorge Antonio Guerrero como Irvin
- Isabel Luna Espíndola como Camila
- Leidi Gutiérrez como Muda
- Dalia Xiuhcóatl como Marifer
- Juan Pablo de Santiago como Manuel
- Víctor Varona como Ramiro
- Cupertino Álvarez como Abuelo
- Mario Palmerín como Arturo
- Fabián Corres como Flaco
- Rodrigo Colorado como Santiago
- Leticia Huijara como Delegada
- Mario Zaragoza
- Ramiro Fumazoni como Representante de Odebrecht
- Odiseo Bichir como Diputado
- Leónidas Urbina como Doctor
- Claudio Roca como Secretario ambiental
- Víctor Civeira como Secretario Odebrecht
- Oscar Rubí como Subsecretario Odebrecht
- Angélica Lara como Lucía

## Producción

### Rodaje
La película se filmó en Jalcomulco y Xalapa en Veracruz, México.

## Premios y Festivales

### Moscow International Film Festival 2023
- Ganador del St. George de Plata por mejor director a Tonatiuh García.[3]
- Premio de la audiencia.
- Premio del Club de Cine de la Federación Rusa [4]